# Hrvatski parlamentarni izbori 1992.
Izbori za zastupnike u Zastupnički dom Sabora Republike Hrvatske bili su drugi višestranački parlamentarni izbori u Hrvatskoj, prvi nakon što je Hrvatska proglasila svoju neovisnosti. Izbori su se održali 2. kolovoza 1992. godine, zajedno s izborima za predsjednika Republike.
Izbori su se održali po novom izbornom zakonu (Zakon o izborima zastupnika u Sabor Republike Hrvatske), kojeg je Sabor donio 9. travnja 1992. Izbori su se održali prema   mješovitom većinsko-proporcionalnom izbornom sustavu. 60 zastupnika biralo u izbornim jedinicama u kojima se u svakoj bira jedan zastupnik, prema sustavu većina, a 60 zastupnika s državne liste d'Hondtovom metodom uz izborni prag od 3 %.

## Izborni rezultati
| ██ HDZ (85) ██ HSLS (14) ██ SDP (11) ██ HNS (6) ██ HSP (5) | ██ SNS (3) ██ HSS (3) ██ Koalicija: DA-IDS-RDS (6) ██ Nezavisni zastupnici (5) |

Sažetak rezultata izbora za Zastupnički dom Sabora RH
| |                                      | Državne liste | Državne liste | Državne liste | Državne liste | Pojedinačne izborne jedinice | Pojedinačne izborne jedinice | Ukupno (uključujući nacionalne manjine) | Ukupno (uključujući nacionalne manjine) |
| Stranke i koalicije | Stranke i koalicije                  | Glasova       | %             | Mjesta        | %             | Mjesta                       | %                            | Mjesta                                  | %                                       |
| --- | ------------------------------------ | ------------- | ------------- | ------------- | ------------- | ---------------------------- | ---------------------------- | --------------------------------------- | --------------------------------------- |
| Hrvatska demokratska zajednica | Hrvatska demokratska zajednica       | 1,176,437     | 44,68         | 31            | 51,67         | 54                           | 90,00                        | 85                                      | 61,59                                   |
| Hrvatska socijalno-liberalna stranka | Hrvatska socijalno-liberalna stranka | 466.356       | 17,71         | 12            | 20,00         | 1                            | 1,67                         | 14                                      | 10,14                                   |
| Hrvatska stranka prava | Hrvatska stranka prava               | 186.000       | 7,06          | 5             | 8,34          | 0                            | 0                            | 5                                       | 3,62                                    |
| Hrvatska narodna stranka | Hrvatska narodna stranka             | 176.214       | 6,69          | 4             | 6,67          | 0                            | 0                            | 6                                       | 4,35                                    |
| Socijaldemokratska partija Hrvatske | Socijaldemokratska partija Hrvatske  | 145.419       | 5,52          | 3             | 5,00          | 0                            | 0                            | 11                                      | 7,97                                    |
| Hrvatska seljačka stranka | Hrvatska seljačka stranka            | 111.869       | 4,25          | 3             | 5,00          | 0                            | 0                            | 3                                       | 2,17                                    |
| Koalicija: | Dalmatinska akcija                   | 83.623        | 3,18          | 2             | 3,34          | 4                            | 8,34                         | 6                                       | 4,35                                    |
| Koalicija: | Istarski demokratski sabor           | 83.623        | 3,18          | 2             | 3,34          | 4                            | 8,34                         | 6                                       | 4,35                                    |
| Koalicija: | Riječki demokratski savez            | 83.623        | 3,18          | 2             | 3,34          | 4                            | 8,34                         | 6                                       | 4,35                                    |
| Srpska narodna stranka | Srpska narodna stranka               | 0             | 0             | 0             | 0             | 0                            | 0                            | 3                                       | 2,17                                    |
| nezavisni kandidati | nezavisni kandidati                  | 0             | 0             | 0             | 0             | 1                            | 1,67                         | 5                                       | 3,62                                    |
| Ukupno (odziv 75.61 %) | Ukupno (odziv 75.61 %)               |               |               | 60            | 100,00        | 60                           | 100,00                       | 138                                     | 100,00                                  |
| nevažećih listića | nevažećih listića                    | 59.338        |               |               |               |                              |                              |                                         |                                         |
| ukupno listića | ukupno listića                       | 2,690.873     |               |               |               |                              |                              |                                         |                                         |
| registriranih birača | registriranih birača                 | 3,558.913     |               |               |               |                              |                              |                                         |                                         |
| Izvor: Fakultet političkih znanosti Arhivirana inačica izvorne stranice od 27. siječnja 2008. (Wayback Machine) i Izbori-hr.info Arhivirana inačica izvorne stranice od 3. ožujka 2016. (Wayback Machine). |                                      |               |               |               |               |                              |                              |                                         |                                         |

## Vanjske poveznice
- Zakon o izborima zastupnika u Sabor Republike Hrvatske